# فرانكي بورنس
فرانكي بورنس (24 يونيو 1889 بجيرسي سيتي في الولايات المتحدة - 15 أكتوبر 1951 بجيرسي سيتي في الولايات المتحدة) (بالإنجليزية: Frankie Burns)‏ هو ملاكم أمريكي، صنّف ضمن فئة وزن البانتام ‏.

## روابط خارجية
- فرانكي بورنس على موقع بوكس ريك (الإنجليزية) (registration required)